# Mustafà Badreddine
Mustafà Badreddine Amin (àrab: مصطفى بدر الدين أمين, Muṣṭafà Badr ad-Dīn Amīn; Ghobeiry, 6 d'abril de 1961 - Damasc, 13 de maig de 2016) va ser un cap militar libanès de Hezbol·là. Va dirigir les operacions a Síria.
Conegut amb el nom de guerra Dhu-l-Faqar (àrab: ذو الفقار, Ḏū l-Faqār), en referència a la llegendària espasa de l'imam Alí, va ser detingut a Kuwait després dels atacs contra les ambaixades nord-americana i francesa. Va escapar durant la invasió de Kuwait per part de les tropes de Saddam Hussein el 1990 i va trobar refugi a l'ambaixada iraniana abans de tornar al Líban.
Acusat pel Tribunal Especial per al Líban de ser el cervell principal de l'atac contra el primer ministre Rafic Hariri, va ser objecte d'una ordre de detenció internacional. En resposta, Hezbol·là va anunciar que el protegiria contra qualsevol detenció.
Mustafà Badreddine va ser assassinat el maig de 2016 a prop de l'aeroport de Damasc durant la Guerra Civil de Síria, en circumstàncies poc clares.

## Biografia
Badreddine va néixer el 6 d'abril de 1961 a Ghobeiry, un municipi del districte de Baabda del Líban. Els seus pares eren Amin Badreddine i Fatima Jezeini, originaris del sud del Líban.

## Hezbol·là
Fins al 1982, Badreddine, com el seu cosí Imad Mughniyeh, va formar part de la Força 17 de Fatah (guàrdia del president), i més tard, tots dos es van unir a Hezbol·là. Badreddine va ser un dels fabricants de bombes de Hezbol·là.
Badreddine també va ser membre del Consell de la Shura per a Hezbol·là i el cap de la unitat d'operacions a l'estranger, la branca d'operacions externes de Hezbol·là. El seu ajudant en aquest càrrec va ser Abdul Hadi Hammade, que anteriorment va comandar la posició secreta 71 d'Hezbol·là. Abans del seu nomenament en aquest càrrec l'any 2009, en substitució d'Imad Mughniyah, Badreddine va exercir com a comandant del braç militar d'Hezbol·là i assessor del secretari general d'Hezbol·là, Hassan Nasral·là. El nomenament de Badreddine com a cap de l'operació a l'estranger no va ser recolzat pel secretari general adjunt d'Hezbol·là, Naim Qassem. També va ser el cap d'intel·ligència de Nasral·là.
El mitjà d'informació libanès Ya Libnan va informar que havia estat darrere del bombardeig de la caserna del Cos de Marines dels EUA al Líban el 1983, amb la mort de 241 marines.
Després de l'inici de la Guerra Civil de Síria el 2011, Badreddine hi va anar com a un dels comandants d'Hezbol·là per defensar el govern de Baixar al-Àssad. Es va unir a la guerra el 2013 i es va unir amb els grups de l'oposició d'Alep.
Badreddine va estar darrere de l'exitosa emboscada d'Al-Otaiba que va matar entre 175 i 200 combatents antigovernamentals.

## Mort
El 13 de maig de 2016, es va informar que Badreddine havia estat assassinat a causa d'una explosió a prop de l'aeroport internacional de Damasc. La causa i el moment de la mort no eren clares. En el funeral, Nasral·là, secretari general d'Hezbol·là, va declarar que es buscarien els autors. El seu cadàver va ser portat a Ghobeiry, Beirut, on va ser enterrat al cementiri de Rawdat Shahidayn el 13 de maig.